# Lincoln Futura
La Lincoln Futura est un concept car réalisé par la division Lincoln de la Ford Motor Company au milieu des années 1950.
Elle est à l'origine dessinée par les stylistes de la compagnie Bill Schmidt et John Najjar,, construite entièrement manuellement chez Ghia à Turin pour le prix de 250 000 $ de l'époque et présentée au public en 1955.
En 1966, la Futura est modifiée par le designer George Barris pour devenir la Batmobile de la série télévisée et du film Batman de 1966.
Modèle unique, ce concept-car a été l'objet de reconstitutions de qualités variables mais un moulage a été réalisé sur l'original par Bob Butts et utilisé pour créer au moins une réplique très précise. La construction de cette réplique fonctionnelle fait l'objet d'un épisode de la série télévisée de Netflix Car Masters : de la rouille à l'or (Car Masters: Rust to Riches).

## Historique

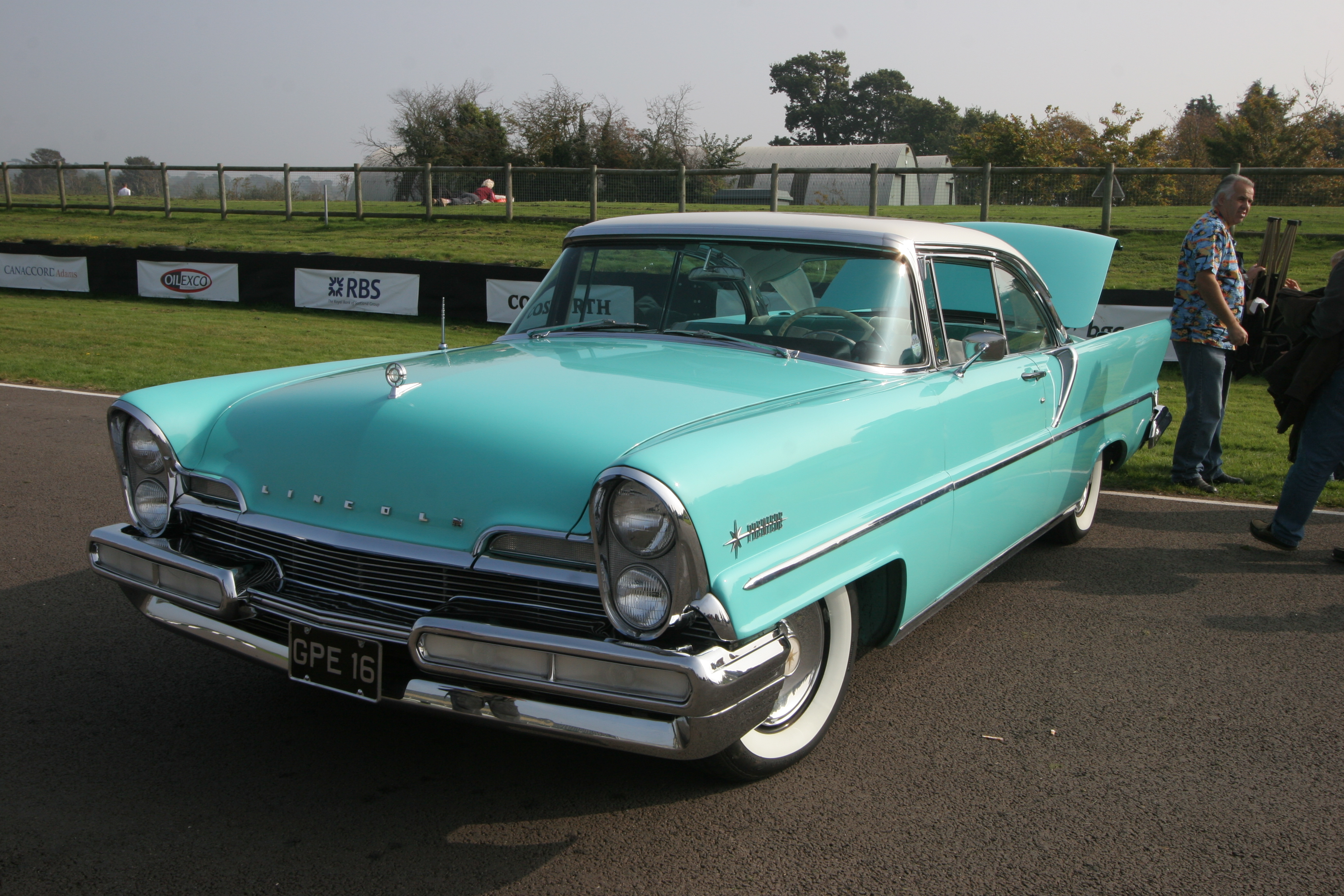
Lincoln Premiere de 1957

Le design de la Futura était très original selon les normes stylistiques classiques des années 1950 avec sa verrière double en plastique dérivée de celle des jets militaires de l'époque, ses phares avant généreusement enveloppés dans la carrosserie des ailes et ses ailerons arrière. Contrairement à de nombreux projets ou prototypes présentés ordinairement à l'état de maquette grandeur nature, la Futura était un véhicule opérationnel construit sur un châssis de Lincoln Mark II et pourvu d'un moteur Lincoln 368 cubic inch qui équipait certains modèles de la marque Mercury. Sa couleur originale était d'un blanc iridescent utilisant des perles de culture comme pigments pour obtenir cet effet optique. 
La Futura obtint un succès certain en tant que véhicule de démonstration, intérêt qui valut à Ford un succès publicitaire. Ses lignes inspireront celles des futures Lincoln Premiere et Lincoln Capri des années 1956-1957 et ses formes aérodynamiques, celles des voitures américaines de la fin des années 1950.

### Au cinéma
En 1959, la Futura joue un rôle important dans le film It Started with a Kiss avec Debbie Reynolds et Glenn Ford en vedettes. Pour des raisons techniques, la voiture dut être repeinte en rouge, la couleur iridescente originelle passant mal à l'image.

### Batmobile de la série téléviséeBatman

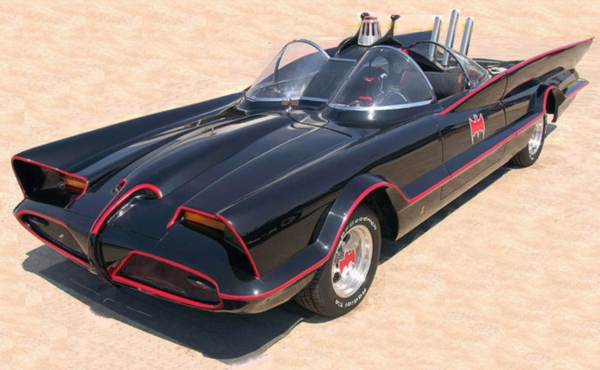
La Batmobile des années 1960.

Après cette apparition au cinéma, la voiture aurait pu être oubliée, voire détruite, comme nombre de concept-cars de son époque. Néanmoins, elle a fini entre les mains de George Barris, un créateur de voitures custom. Malgré son coût de fabrication d'un quart de million de dollars, la Futura a été vendue à Barris pour seulement un dollar par la Ford Motor Company. Impossible à assurer puisque jamais homologuée ni même légalement estampillée, la Futura est restée plusieurs années à l'air libre derrière le magasin de Harris, où elle s'est détériorée.
En 1966, Barris se voit confier pour tâche de créer une voiture pour la série télévisée Batman. À l'origine, c'est le styliste Dean Jeffries qui remporte le contrat fin 1965 mais, incapable de livrer le véhicule dans les délais impartis, il perd le projet au profit de Barris. Disposant de peu de temps, Barris estime que l'esthétique générale de la Futura fera l'affaire et, sur la base de la voiture entamée par son concurrent, décide que la forme inhabituelle des ailerons de la Lincoln fera un point de départ idéal pour la Batmobile demandée. Un dénommé Bill Cushenberry est chargé de faire les modifications nécessaires sur la carrosserie. Trois copies en fibre de verre et motorisées par les organes de trois Ford Galaxie 1966 sont réalisées par Barris pour la série ; elles sont recouvertes d'un flocage façon velours dans les années 1970. Barris réalise une quatrième et dernière réplique, cette fois en métal et basée quant à elle sur une Ford Thunderbird 1958.
Après la conversion de sa Futura en Batmobile, Barris reste propriétaire de sa voiture, et la loue au studio au besoin en fonction des nécessités de tournage. La série terminée, Barris récupère cette première Batmobile et l'expose dans son musée privé de Californie. Elle est également provisoirement exposée au Cayman Motor Museum, sur l'île de Grand Cayman en Floride.
Lors de la vente aux enchères de voitures de collection Barrett-Jackson du 19 janvier 2013, à Scottsdale, Arizona, Barris vend la Batmobile originelle à un certain Rick Champagne pour un montant de 4,62 millions de dollars,,

### Bande dessinée
Un avatar de la Futura apparaît sous la forme de la Turbot 2 dans l'album Vacances sans histoires des aventures de Spirou.